# 津輕飯詰站
津輕飯詰站（日语：／ Tsugaru-Iizume eki */?）是位於青森縣五所川原市大字飯詰字清野，津輕鐵道的津輕鐵道線車站。

## 歷史
- 1930年（昭和5年）7月15日 - 車站啟用[1]。
- 1956年（昭和31年）11月10日 - 開設業務委託業務[2]。
- 1957年（昭和32年）12月15日 - 新車站大樓落成[2]。
- 2004年（平成16年）11月15日 - 車站無人化。同時臂板號誌機停止使用。
- 2020年（令和2年）8月16日 - 車站大樓內增設飲食空間[3]。但是，飲食空間暫時在博物館開館日時才開放。

## 車站構造
車站是一座地面車站，設有1面1線的單式月台。原本此站設有1面2線的島式月台，現時只使用舊2號月台。
此站是無人車站。車站大樓仍然保留了職員配置站時代的情況。

## 使用狀況
| 1日上下車人次變化 | 1日上下車人次變化 |
| 年度              | 1日平均人次       |
| ----------------- | ----------------- |
| 2011年            | 29                |
| 2012年            | 28                |
| 2013年            | 34                |
| 2014年            | 24                |
| 2015年            | 24                |

## 車站周邊
- 青森縣道279號津輕飯詰停車場線（日语：青森県道279号津軽飯詰停車場線）
  - 青森縣道26號青森五所川原線（日语：青森県道26号青森五所川原線）
  - 青森縣道36號五所川原金木線（日语：青森県道36号五所川原金木線）
- 飯詰郵局
- 五所川原市立五所川原第四中學（日语：五所川原市立五所川原第四中学校）

## 相鄰車站
津輕鐵道
津輕鐵道線
津輕五所川原－*十川－*五農校前－津輕飯詰－*毘沙門－嘉瀨
- 部分列車通過毘沙門站。另外，上行尾班車會通過五農校前站和十川站。

## 注腳
1. ↑  「地方鉄道運輸開始」『官報』1930年7月21日（國立國會圖書館數碼化收藏）
2. 1 2  《津軽鉄道六十年史》（津輕鐵道，平成5年11月13日發行）305頁「年表」。
3. ↑  津軽飯詰駅に飲食スペース整備 （页面存档备份，存于）（日語） - 陸奧新報WEB、2020年8月23日配信。
4. ↑  国土数値情報(駅別乗降客数データ)  （页面存档备份，存于）（日語） - 國土交通省，2019年7月4日參閲

## 外部連結
- 津輕鐵道株式會社 各站資訊 （页面存档备份，存于）（日語）